# Timur Kulibáyev

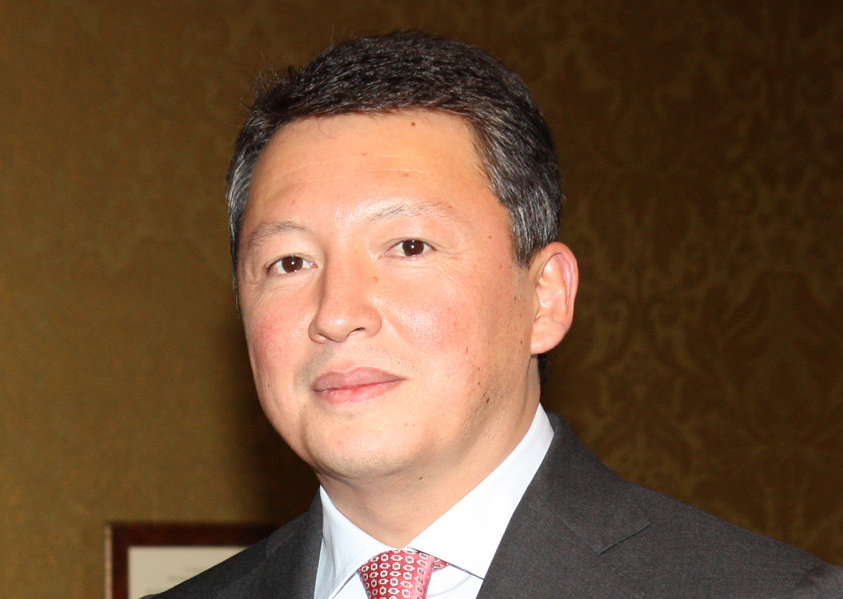
Timur Kulibáyev

Timur Askáruly Kulibáyev (kazajo: Тимур Асқарұлы Құлыбаев; ruso: Тимур Аскарович Кулибаев - T. Askárovich K.) es un gestor de varias empresas controladas por el estado de Kazajistán, y marido de la hija del Presidente Nursultan Nazarbaiev, Dinara. Es considerado como uno de los hombres más influyentes del país y sus recursos naturales. Se lo considera además candidato a la sucesión del jefe de Estado, un tema que él trata con prudencia.

## Vida privada
Nacido el 10 de septiembre de 1966 en Alma-Ata (ahora Almaty), estudió el bachillerato en el Colegio de matemática y ciencias físicas de Almaty hasta 1983. En 1988 se graduó como economista en planificación nacional en la Universidad de Estado Lomosonov de Moscú. En 1999, obtuvo un doctorado defendiendo su tesis titulada Mejora de mecanismo de organización y economía dentro la gestión empresarial en un ambiente de mercado (enfocada sobre la industria del petróleo y del gas). Tiene varias publicaciones de investigación a su nombre.

## Carrera profesional
Las actividades profesionales de Timur Kulibaiev entre 1988 y 1992 se enfocaron en las ciencias. Trabajó como economista y asistente subalterno en el Instituto de investigaciones científicas para la planificación y las normas dentro del Plan de estado de la República socialista de Kazajistán y como director del Centro de Consejeros del Fondo para el Desarrollo Cultural, Social, Científico y Técnico de Kazajistán, cargo que obtuvo en 1990.
Desde 1990, fue jefe de la empresa Altyn-Ata y presidente del consejo de administradores del Banco de Comercio y de Industria de Almaty.
En 1997 fue nombrado jefe y presidente-diputado de la Dirección para la valoración y las negociaciones dentro el Comité de inversiones en Kazajistán. Entre mayo de 1997 y marzo de 1999 fue presidente-diputado de asuntos económicos y financieros de la compañía nacional de petróleo y de gas Kazakhoil. En marzo de 1999 obtuvo el puesto de presidente de la compañía nacional para el transporte de petróleo y de gas KazTransOil.
Desde mayo de 2001 hasta febrero de 2002 fue director general de la empresa nacional Oil and Gas Transportation, surgida de la fusión entre KazTransOil y KazTransGas. Desde febrero de 2002 hasta octubre de 2005 fue primero presidente-diputado de la compañía de estado KazMunayGas, que unificó todas las empresas de la sección de petróleo y de gas controladas por el estado en el país.

## Condecoraciones y premios
- 2001: Orden de Kurmet, Kazajistán
- 2009: Orden del Leopardo, tercer grado, Kazajistán
- 2005:  Medalla Conmemorativa del 10.º Aniversario de la Constitución de la República de Kazajistán
- 2008:  Medalla del 10.º Aniversario de Astaná
- 2007: Orden de Druzhba, Federación rusa
- 2010: Premio Al-Fahr, Consejo de Muftís de la Federación rusa
- 2010: Orden del Santo Duque Daniel, tercer grado, Iglesia Ortodoxa rusa[7]